# Louis-Lucien Rochat

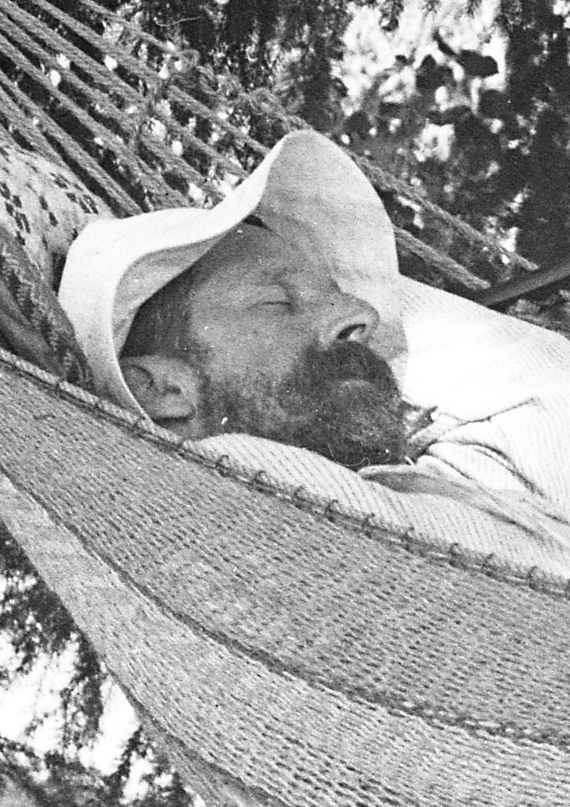
Louis-Lucien Rochat (1904).

Louis-Lucien Rochat (* 7. Januar 1849 in Genf; † 10. Dezember 1917 ebenda) war ein Schweizer reformierter Geistlicher.
Rochat war der Sohn des Genfer Uhrmachers Henri Moïse Samuel und seiner Frau Adélaïde Isaline geb. Heunisch. Nach dem Schulbesuch in Genf und der kaufmännischen Schule Männedorf trat Rochat 1865 eine Lehre in einer Genfer Textilhandelsfirma an. Nach Ablegung der Matura begann er 1868 ein Theologiestudium in Genf. 1875 folgte die Ordination. Nach einem kurzen Vikariat in Thun und einem Aufenthalt in England war Rochat von 1876 bis 1877 Vikar in Cossonay, Kanton Waadt. Von 1877 bis 1882 versah er seinen Pfarrdienst in Commugny. In diese Zeit fällt auch seine Heirat mit Selma Weiss 1881.
1877 gründete Rochat, angeregt von der angelsächsischen Temperenzbewegung, den „Schweizerischen Temperenzverein“, aus dem zunächst der schweizerische und dann der internationale Bund der Vereine des Blauen Kreuzes hervorgingen. Bis 1900 stand Rochat, nachdem er das Gemeindepfarramt aufgegeben hatte, als Präsident an der Spitze des schweizerischen Blauen Kreuzes. Von 1886 bis 1904 war er auch Präsident des Internationalen Bunds der Mässigkeitsvereine vom Blauen Kreuz. Im Jahr 1909 bekam Rochat von der Universität Genf den Ehrendoktortitel verliehen.

## Werke
- Unsere Grundsätze und Gottes Wort. Spittler, Basel 1883 (Französisch: Nos Principes et la Parole de Dieu. Imprimerie L.-E. Privat, Genève 1879)